# Aida Ivanovna Manasarova
Aida Ivanovna Manasarova (Vologda, 23 aprile 1925 – Mosca, 26 febbraio 1986) è stato un regista sovietico.

## Filmografia parziale

### Regista
- Sud (1962)
- Dvadcat' let spustja (1965)
- Glavnyj svidetel' (1969)
- Išču moju sud'bu (1974)